# NGC 2776
NGC 2776 é uma galáxia espiral barrada (SBc) localizada na direcção da constelação de Lynx. Possui uma declinação de +44° 57' 17" e uma ascensão recta de 9 horas, 12 minutos e 14,5 segundos.
A galáxia NGC 2776 foi descoberta em 19 de Março de 1828 por John Herschel.